# Antonio Meola
Antonio Meola, född 8 maj 1990 i Neapel, är en italiensk fotbollsspelare som spelar för Matera.

## Karriär
Efter att ha inlett karriären i Lucchese hamnade Meola 2009 i Avellino. Meola gjorde sig känd som en löpstark ytterback, med offensiva kvaliteter och efter att ha imponerat säsongen 2010-2011 köptes han sommaren 2011 av Serie B-klubben Livorno på delägarskap. Den kommande säsongen startade Meola fyra matcher för sin nya klubb och hoppade in i ytterligare nio. Vid flera tillfällen fick högerbacken vikariera som ovan vänsterback. Efter säsongen köpte Livorno resterande halva av Meolas kontrakt från Avellino.
I januari 2013 lånades Meola ut till Prima Divisione-klubben Lumezzane.
Sommaren 2013 lånades Meola ut till Paganese, som också spelade i Prima Divisione. Efter en fin höst med Paganese, fanns det intresse från flera Serie B-klubbar och 31 januari 2014 flyttade Meola till Crotone
Inför säsongen 2014/2015 lånades Meola ut till Barletta, där han blev tredje Livornospelare tillsammans med Riccardo Regno och Simone Dell'Agnello.
14 juli 2015 lämnade Meola Livorno permanent för Matera.